# Bogusław Sar

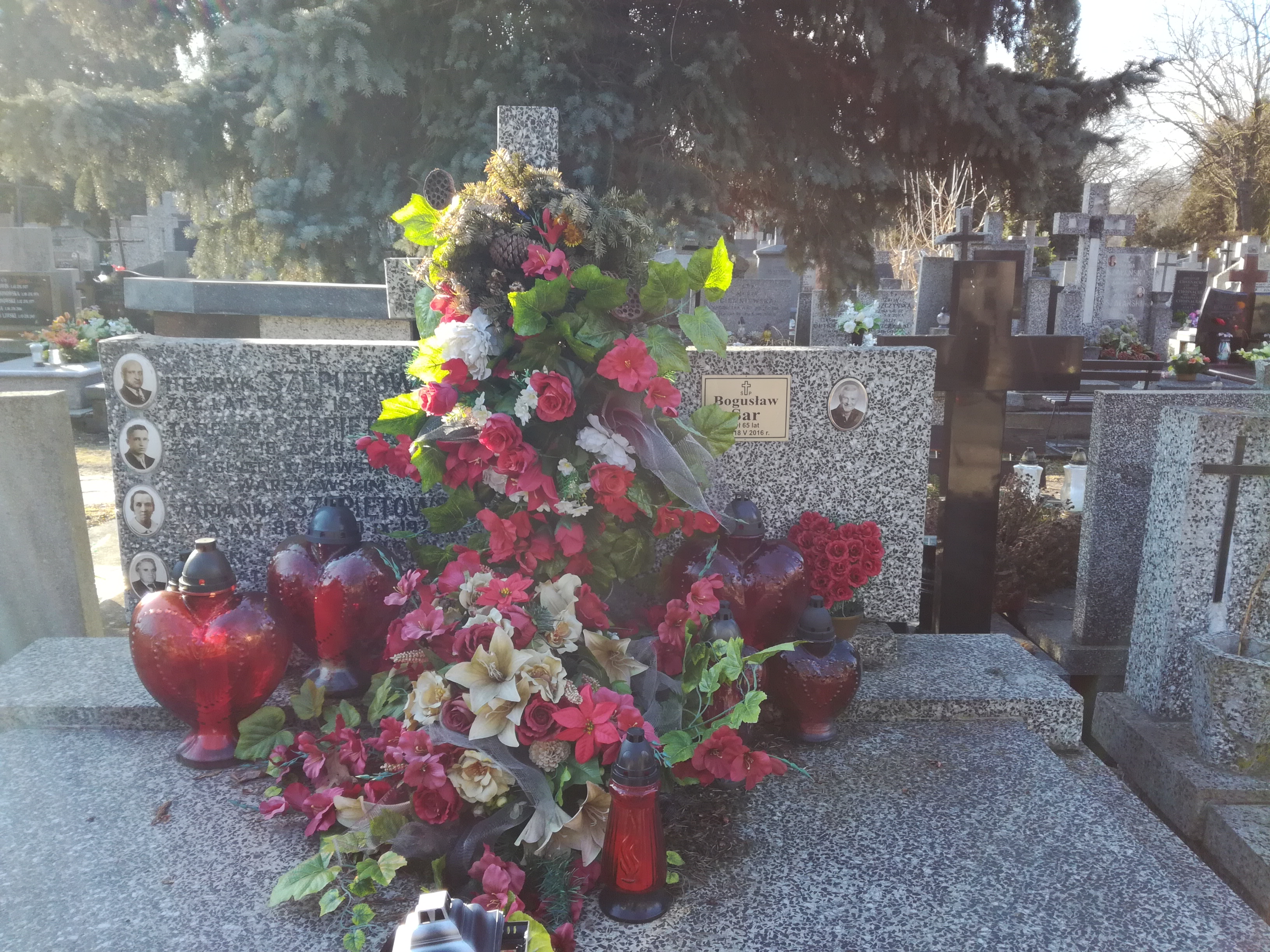
Grób Bogusława Sara na cmentarzu Bródnowskim

Bogusław Sar (ur. 19 sierpnia 1950 w Pielgrzymce, zm. 18 maja 2016) – polski aktor teatralny i filmowy.

## Życiorys
W 1977 roku ukończył studia na PWST w Warszawie. Jednak już trzy lata wcześniej, 15 lutego 1974 roku miał miejsce jego debiut teatralny. Występował w następujących teatrach:
- Teatr Polski w Warszawie (1978-83)
- Teatr Syrena (1983-84, 87-91)
- Teatr Rozmaitości w Warszawie (1984-87)

Pochowany na cmentarzu Bródnowskim w Warszawie (kw. 12F-5-15/16).

## Filmografia
- 1974: Ile jest życia − syn Rękawka (odc. 11)
- 1978: Parada oszustów − ciężarowiec (odc. 4)
- 1978: Układ krążenia − pacjent przyglądający się grze w szachy (odc. 6)
- 1978: Życie na gorąco (odc. 3)
- 1979: Ojciec królowej
- 1979: ...Cóżeś ty za pani − przyjaciel Jakuba
- 1980: Bo oszalałem dla niej
- 1980: Dzień Wisły − tłumacz Szulca
- 1980: Punkt widzenia − podleśniczy Marian Gontek (odc. 6 i 7)
- 1981: Bołdyn
- 1981: Dziecinne pytania
- 1981: Miłość ci wszystko wybaczy
- 1981: Przyjaciele (odc. 3)
- 1982–2000: Dom − mężczyzna na porodówce (odc. 10); wystąpił także w odcinku 25
- 1982: Latawiec − dostarczyciel materiałów budowlanych
- 1982: Matka Królów − Hans Konig, pijany żołnierz niemiecki
- 1983: Złe dobrego początki... − milicjant
- 1984: Godność − Jędrek Szostak
- 1984: Rozalka Olaboga − nauczyciel Nosacki (odc. 2 i 4)
- 1985: Mrzonka − milicjant
- 1985: Zdaniem obrony − milicjant zatrzymujący Sokora (odc. 2); pracownik warsztatu (odc. 3)
- 1986: Czas nadziei − Jędrek Szostak
- 1986: Kryptonim „Turyści” − porucznik Witold Stefański
- 1986: Zmiennicy (odc. 5)
- 1987: Śmieciarz (odc. 1)
- 1988: Rodzina Kanderów − Mundek, kumpel Władka (odc. 12)
- 1988–1990: W labiryncie
- 1989: Gorzka miłość − gość Tadeusza i Grażyny
- 1989: Gorzka miłość − gość Tadeusza i Grażyny (odc. 4)
- 1989: Po upadku − tajniak aresztujący Piotra
- 1989: Stan strachu − sklepowy w magazynie z butelkami
- 1989: Virtuti − żołnierz
- 1990: Dziewczyna z Mazur − lekarz pogotowia przy zmarłym Leszku
- 1990: Kapitan Conrad
- 1993: Zespół adwokacki − barman (odc. 5)
- 1994: Ptaszka − dzielnicowy
- 2000: Enduro Bojz
- 2000–2001: Miasteczko
- 2001: Kameleon − szatniarz
- 2001: Marszałek Piłsudski (odc. 2)
- 2001: Marzenia do spełnienia − kelner (odc. 31)
- 2001–2005: Plebania − mężczyzna w barze
- 2001: Przedwiośnie − stróż lotniska
- 2001: Tam i z powrotem − konwojent
- 2002: Dzień świra
- 2002: Przedwiośnie − stróż lotniska (odc. 1)
- 2002: Wszyscy święci
- 2002: Wiedźmin − strażnik z Wyzimy (odc. 8)
- 2003: Zaginiona − policjant w Pałacu Mostowskich (odc. 6)
- 2007: Pitbull − Brodzki, ojciec „trzepakówny” (odc. 9)